# Coupe d'Union soviétique de football 1950
Navigation
Édition 1949 Édition 1951
La Coupe d'Union soviétique 1950 est la 11e édition de la Coupe d'Union soviétique de football. Elle se déroule entre le 8 septembre et le 6 novembre 1950.
La finale se joue le 6 novembre 1950 au stade Dynamo de Moscou et voit la victoire du Spartak Moscou, qui remporte sa cinquième coupe nationale aux dépens du Dynamo Moscou.

## Format
Un total de 69 équipes prennent part à la compétition, cela incluant l'intégralité des 33 participants aux deux premières divisions soviétiques, à qui s'ajoutent les 36 formations ayant atteint les finales des coupes des seize républiques socialistes soviétiques, ainsi que celles des villes de Léningrad et de Moscou.
Le tournoi se divise en huit tours. Chaque confrontation prend la forme d'une rencontre unique jouée sur la pelouse d'une des deux équipes. En cas d'égalité à l'issue du temps réglementaire d'un match, une prolongation est jouée. Si celle-ci ne suffit pas à départager les deux équipes, le match est rejoué ultérieurement.

## Résultats

### Premier tour
Les rencontres de ce tour sont jouées entre le 23 septembre et le 4 octobre 1950.
| Date              | Locaux                   | Score | Visiteurs                    |
| ----------------- | ------------------------ | ----- | ---------------------------- |
| 23 septembre 1950 | Bourevestnik Frounzé (A) | 0 - 5 | (D2) Krasnoïé Znamia Ivanovo |
| 29 septembre 1950 | ZiD Tbilissi (A)         | 0 - 2 | (D2) Pichtchevik Odessa      |
| 1er octobre 1950  | Traktor Taganrog (A)     | 2 - 1 | (D1) Spartak Tbilissi        |
| 1er octobre 1950  | FK Makharadze (A)        | 0 - 3 | (D1) Dinamo Erevan           |
| 4 octobre 1950    | Dinamo Petrozavodsk (A)  | 1 - 6 | (D2) Bourevestnik Kichinev   |

### Deuxième tour
Les rencontres de ce tour sont jouées entre le 30 septembre et le 11 octobre 1950.
| Date              | Locaux                          | Score    | Visiteurs                          |
| ----------------- | ------------------------------- | -------- | ---------------------------------- |
|                   | Troudovyé Rezervy Tchardjou (A) | forfait  | (D2) Bolchevik Stalinabad          |
| 30 septembre 1950 | Spartak Oujgorod (A)            | 0 - 1    | (D1) Torpedo Stalingrad            |
| 1er octobre 1950  | Metallourg Zaporojié (A)        | 5 - 0    | (D2) Lokomotiv Petrozavodsk        |
| 1er octobre 1950  | DO Novossibirsk (A)             | 5 - 0    | (D2) Spartak Achkhabad             |
| 1er octobre 1950  | Dinamo-2 Léningrad (A)          | 1 - 7    | (D2) VMS Moscou                    |
| 1er octobre 1950  | Bourevestnik Bendery (A)        | 1 - 7    | (D1) Dinamo Minsk                  |
| 3 octobre 1950    | Dinamo Djamboul (A)             | 1 - 2    | (D1) Neftianik Bakou               |
| 3 octobre 1950    | Troudovyé Rezervy Frounzé (D2)  | 17 - 0   | (A) Pichtchevik Tchouïskaïa Oblast |
| 4 octobre 1950    | Inkaras Kaunas (A)              | 1 - 3    | (D1) Dynamo Kiev                   |
| 8 octobre 1950    | Krasnoïé Znamia Ivanovo (D2)    | 1 - 2    | (D1) Dinamo Erevan                 |
| 8 octobre 1950    | Machinostroïtel Tachkent (A)    | 0 - 4    | (A) Traktor Taganrog               |
| 10 octobre 1950   | Pichtchevik Odessa (D2)         | 1 - 1 ap | (D2) Bourevestnik Kichinev         |
| 11 octobre 1950   | Pichtchevik Odessa (D2)         | 0 - 2    | (D2) Bourevestnik Kichinev         |

### Troisième tour
Les rencontres de ce tour sont jouées entre le 8 septembre et le 19 octobre 1950.
| Date              | Locaux                        | Score    | Visiteurs                       |
| ----------------- | ----------------------------- | -------- | ------------------------------- |
|                   | Dinamo Minsk (D1)             | forfait  | (A) Tsvetnyé Metally Balkhach   |
| 8 septembre 1950  | Krasnaïa Armia Stalinabad (A) | 0 - 1    | (D2) Torpedo Gorki (ru)         |
| 25 septembre 1950 | DO Petrozavodsk (A)           | 1 - 2    | (D2) Kalev Tallinn              |
| 28 septembre 1950 | Krasnoïé Znamia Léninakan (A) | 0 - 3    | (D2) Lokomotiv Moscou           |
| 1er octobre 1950  | FK Kirovakan (A)              | 0 - 1    | (D2) Dzerjinets Tcheliabinsk    |
| 1er octobre 1950  | Troudovyé Rezervy Bakou (A)   | 3 - 3 ap | (D1) Dinamo Léningrad           |
| 2 octobre 1950    | Troudovyé Rezervy Bakou (A)   | 1 - 4    | (D1) Dinamo Léningrad           |
| 1er octobre 1950  | Machinostroïtel Tambov (A)    | 1 - 7    | (D1) Lokomotiv Kharkov          |
| 1er octobre 1950  | DO Tbilissi (A)               | 5 - 3 ap | (A) CDKA-2 Moscou               |
| 1er octobre 1950  | DO Sverdlovsk (A)             | 5 - 1    | (D2) Spartak Vilnius            |
| 3 octobre 1950    | DO Riga (A)                   | 1 - 2 ap | (D1) Dinamo Tbilissi            |
| 3 octobre 1950    | Troud Kichinev (A)            | 0 - 10   | (D1) Chakhtior Stalino          |
| 3 octobre 1950    | Torpedo Minsk (A)             | 2 - 3    | (D1) Daugava Riga               |
| 3 octobre 1950    | Krasny Metallourg Liepāja (A) | 0 - 3    | (D1) Torpedo Moscou             |
| 3 octobre 1950    | DO Achkhabad (A)              | 1 - 5    | (D1) Krylia Sovetov Kouïbychev  |
| 3 octobre 1950    | Dinamo Tallinn (A)            | 5 - 3    | (D2) Dinamo Alma-Ata            |
| 4 octobre 1950    | Elians Šiauliai (A)           | 2 - 3    | (D2) DO Tachkent                |
| 4 octobre 1950    | DO Minsk (A)                  | 10 - 1   | (A) Troudovyé Rezervy Tchardjou |
| 5 octobre 1950    | Dinamo Tachkent (A)           | 0 - 8    | (D1) VVS Moscou                 |
| 8 octobre 1950    | Metallourg Zaporojié (A)      | 2 - 3    | (D1) Torpedo Stalingrad         |
| 9 octobre 1950    | DO Novossibirsk (A)           | 4 - 1    | (D2) Troudovyé Rezervy Frounzé  |
| 9 octobre 1950    | VMS Moscou (D2)               | 3 - 1    | (D1) Neftianik Bakou            |
| 10 octobre 1950   | KBF Tallinn (A)               | 2 - 4    | (D1) Dynamo Kiev                |
| 15 octobre 1950   | Dinamo Erevan (D1)            | 5 - 2 ap | (A) Traktor Taganrog            |
| 19 octobre 1950   | Machinostroïtel Tambov (A)    | 0 - 4    | (D2) Bourevestnik Kichinev      |

### Seizièmes de finale
Les rencontres de ce tour sont jouées entre le 8 et le 22 octobre 1950.
| Date            | Locaux                         | Score | Visiteurs                  |
| --------------- | ------------------------------ | ----- | -------------------------- |
| 8 octobre 1950  | Daugava Riga (D1)              | 0 - 1 | (D1) Lokomotiv Moscou      |
| 10 octobre 1950 | Krylia Sovetov Kouïbychev (D1) | 1 - 0 | (A) DO Tbilissi            |
| 10 octobre 1950 | Chakhtior Stalino (D1)         | 2 - 1 | (D2) Torpedo Gorki (ru)    |
| 10 octobre 1950 | DO Sverdlovsk (A)              | 1 - 0 | (A) CDKA-2 Moscou          |
| 10 octobre 1950 | Dinamo Tbilissi (D1)           | 3 - 1 | (D1) Torpedo Moscou        |
| 10 octobre 1950 | Dzerjinets Tcheliabinsk (D2)   | 0 - 2 | (D1) VVS Moscou            |
| 11 octobre 1950 | Lokomotiv Kharkov (D1)         | 0 - 2 | (D2) DO Tachkent           |
| 11 octobre 1950 | Kalev Tallinn (D2)             | 3 - 0 | (A) Dinamo Tallinn         |
| 15 octobre 1950 | Torpedo Stalingrad (D1)        | 3 - 1 | (A) DO Minsk               |
| 20 octobre 1950 | Dynamo Kiev (D1)               | 2 - 3 | (D1) Dinamo Erevan         |
| 20 octobre 1950 | Dinamo Minsk (D1)              | 2 - 1 | (A) DO Novossibirsk        |
| 22 octobre 1950 | VMS Moscou (D2)                | 2 - 3 | (D2) Bourevestnik Kichinev |

### Huitièmes de finale
Les rencontres de ce tour sont jouées entre le 8 et le 22 octobre 1950.
| Date            | Locaux                         | Score    | Visiteurs                  |
| --------------- | ------------------------------ | -------- | -------------------------- |
| 14 octobre 1950 | Lokomotiv Moscou (D1)          | 3 - 1    | (D1) Chakhtior Stalino     |
| 15 octobre 1950 | Krylia Sovetov Kouïbychev (D1) | 0 - 0 ap | (D2) DO Tachkent           |
| 16 octobre 1950 | Krylia Sovetov Kouïbychev (D1) | 0 - 0 ap | (D2) DO Tachkent           |
| 18 octobre 1950 | Krylia Sovetov Kouïbychev (D1) | 2 - 0    | (D2) DO Tachkent           |
| 17 octobre 1950 | VVS Moscou (D1)                | 2 - 1    | (D1) Dinamo Tbilissi       |
| 18 octobre 1950 | Kalev Tallinn (D2)             | 2 - 1    | (A) DO Sverdlovsk          |
| 23 octobre 1950 | CDKA Moscou (D1)               | 2 - 1    | (D1) Torpedo Stalingrad    |
| 24 octobre 1950 | Zénith Léningrad (D1)          | 3 - 1 ap | (D1) Dinamo Minsk          |
| 24 octobre 1950 | Dynamo Moscou (D1)             | 7 - 0    | (D1) Dinamo Erevan         |
| 25 octobre 1950 | Spartak Moscou (D1)            | 7 - 0    | (D2) Bourevestnik Kichinev |

### Quarts de finale
Les rencontres de ce tour sont jouées entre le 23 et le 28 octobre 1950.
| Date            | Locaux              | Score    | Visiteurs                      |
| --------------- | ------------------- | -------- | ------------------------------ |
| 23 octobre 1950 | VVS Moscou (D1)     | 0 - 1    | (D1) Krylia Sovetov Kouïbychev |
| 26 octobre 1950 | CDKA Moscou (D1)    | 2 - 0    | (D2) Kalev Tallinn             |
| 27 octobre 1950 | Dynamo Moscou (D1)  | 3 - 2 ap | (D1) Lokomotiv Moscou          |
| 28 octobre 1950 | Spartak Moscou (D1) | 3 - 1    | (D1) Zénith Léningrad          |

### Demi-finales
Les rencontres de ce tour sont jouées entre le 31 octobre et le 1er novembre 1950.
| Date              | Locaux             | Score | Visiteurs                      |
| ----------------- | ------------------ | ----- | ------------------------------ |
| 30 octobre 1950   | Dynamo Moscou (D1) | 7 - 0 | (D1) Krylia Sovetov Kouïbychev |
| 1er novembre 1950 | CDKA Moscou (D1)   | 0 - 4 | (D1) Spartak Moscou            |

### Finale
| Titulaires :         |                        |
|                      |                        |
|                      | Iouri Kostikov (ru)    |
|                      | Anatoli Segline (ru)   |
|                      | Vassili Sokolov        |
|                      | Iouri Sedov (en)       |
|                      | Oleg Timakov (ru)      |
|                      | Igor Netto             |
|                      | Aleksei Paramonov      |
|                      | Viktor Terentiev (en)  |
|                      | Nikita Simonian        |
|                      | Nikolaï Dementiev (en) |
|                      | Aleksandr Rystsov (ru) |
|                      |                        |
| Entraîneur :         |                        |
| Abram Dangoulov (ru) |                        |

| Titulaires :          |                          |
|                       |                          |
|                       | Valter Sanaïa (en)       |
|                       | Aleksandr Petrov (ru)    |
|                       | Aleksandr Sokolov (ru)   |
|                       | Vladimir Ziablikov       |
|                       | Vsevolod Blinkov (en)    |
|                       | Vladimir Savdounine (en) |
|                       | Vassili Trofimov         |
|                       | Ivan Konov (ru)          |
|                       | Konstantin Beskov        |
|                       | Sergueï Salnikov         |
|                       | Sergueï Soloviov         |
|                       |                          |
| Entraîneur :          |                          |
| Viktor Doubinine (en) |                          |

| Titulaires :         |                        |
|                      |                        |
|                      | Iouri Kostikov (ru)    |
|                      | Anatoli Segline (ru)   |
|                      | Vassili Sokolov        |
|                      | Iouri Sedov (en)       |
|                      | Oleg Timakov (ru)      |
|                      | Igor Netto             |
|                      | Aleksei Paramonov      |
|                      | Viktor Terentiev (en)  |
|                      | Nikita Simonian        |
|                      | Nikolaï Dementiev (en) |
|                      | Aleksandr Rystsov (ru) |
|                      |                        |
| Entraîneur :         |                        |
| Abram Dangoulov (ru) |                        |

| Titulaires :          |                          |
|                       |                          |
|                       | Valter Sanaïa (en)       |
|                       | Aleksandr Petrov (ru)    |
|                       | Aleksandr Sokolov (ru)   |
|                       | Vladimir Ziablikov       |
|                       | Vsevolod Blinkov (en)    |
|                       | Vladimir Savdounine (en) |
|                       | Vassili Trofimov         |
|                       | Ivan Konov (ru)          |
|                       | Konstantin Beskov        |
|                       | Sergueï Salnikov         |
|                       | Sergueï Soloviov         |
|                       |                          |
| Entraîneur :          |                          |
| Viktor Doubinine (en) |                          |